# Сульфосолі

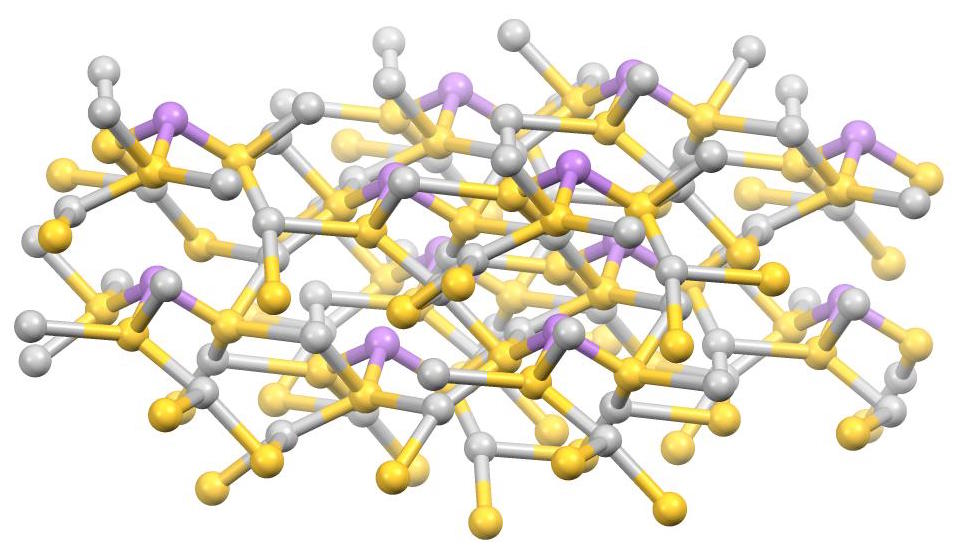
Структура пруститу Ag3AsS3, класичної сульфосолі, яку можна розглядати як сіль Ag+ AsS3(3−). Сульфосолі характерно мають зв'язки A–S–B, де A та B – різні метали або металоїди.

Сульфосо́лі — група мінералів, солі тіокислот (тіостибієвої, тіоарсенітної та інш.). У природі відомо близько 260 сульфосолей, деякі з них поширені і утворюють значні скупчення (бляклі руди, буланжерит та ін.); належать до рідкісних і дуже рідкісних мінералів; розглядаються як самостійний клас мінералів або об'єднуються з сульфідами природними..

## Загальний опис
У хімії сульфосолеві речовини — це солі тіокислот (H3(AsS3), H3(BiS3), H3(SbS3) тощо) та подібних сполук.
У систематиці мінералів структурно дуже неоднорідні сульфосолі утворюють важливу групу в класі сульфідів.
Сульфосолі структурно характеризуються складними аніонами з основними будівельними блоками [AsS3]3−, [SbS3]3− та [BiS3]3−. Йони цих аніонних комплексів розташовані у формі тригональної піраміди з трьома аніонами сірки біля основи піраміди та катіоном напівметалу на вершині. Катіони напівметалів мають додаткову вільну електронну пару на вершині піраміди, яка не бере участі в жодних зв'язках. Класифікація сульфосолей за Штрунцем базується на концепції структурних типів SnS та PbS та похідних гомологічних рядів, а також на хіміко-структурній схемі Новацького та Еденхартера.
Підкомітет з сульфосолевої хімічної речовини Комісії Міжнародної мінералогічної асоціації з рудної мінералогії розробив переглянуту класифікацію сульфосолевої речовини з більш загальним визначенням:
Сульфосолі — це мінерали зі складними аніонами напівметалів або катіонів металів та халькогенідними аніонами. Критерієм диференціації від інших халькогенідних сполук є відсутність зв'язків між центральними катіонами в аніонних комплексах та іншими катіонами в структурі. Згідно з цим визначенням, окрім класичних сульфосолей груп Штрунца 2H та 2J, численні халькогеніди інших груп (наприклад, 2E, 2F, 2G, 2K, 2L) також вважаються сульфосолями, наразі близько 260 мінералів. Щодо ще 200 сполук, їх приналежність до них досі невідома.
Склади підпорядковуються загальній формулі Am(BnXp), де
- A означає катіони металів Pb2+, Ag+, Cu+, Zn2+, Hg2+, Tl+, Cd2+, Fe2+, Sn2+, Mn2+, Au+,
- B для катіонів As3+, Sb3+, Bi3+, Te4+, Sn4+, Ge4+, As5+, Sb5+, V5+, Mo6+, W6+, In
- X для аніонів халькогенів S2−, Se2−, Te2−, які можуть бути частково заміщені Cl− або O2−.

Структурні формули іноді складні та змінні, а також часто нестехіометричні, тобто кількість атомів не завжди знаходиться в цілочисельному співвідношенні один до одного. Іноді для одного мінералу наводяться різні формули. Часто різні сульфосольові мінерали з подібним складом або структурою зустрічаються в субмікроскопічних, регулярних зростках. Донедавна деякі з цих зростань вважалися самостійними мінералами.
Сульфосолі непрозорі, мають переважно свинцево-сірий металевий блиск і середню відбивну здатність. Їх твердість за шкалою Мооса низька (2–4), а густина дуже висока — 4–7 г/см³ (зростає від мідних до свинцевих і срібних сульфосолей).. Електричні властивості деяких сульфосолей роблять їх цікавими для технічного застосування як напівпровідників.
Деякі з сульфосолей поширені і утворюють значні скупчення (бляклі руди, буланжерит і інш.). Сульфосолі належать до рідкісних і дуже рідкісних мінералів. Розглядаються як самостійний клас мінералів або об'єднуються з сульфідами природними.
Більшість сульфосолей кристалізуються в нижчих сингоніях в основному моноклінній, ромбічній. Виключення — мінерали каркасної і острівної будови (напр., бляклі руди) кубічної сингонії. Зустрічаються у вигляді мікроскопічних виділень, в тісних зростках між собою, з сульфідами, телуридами й іншими, рідше у вигляді голчатих, заплутано-волокнистих, натічних, радіально-променистих і інш. агрегатів, а також окремих кристалів у пустотах.
Основна маса сульфосолей — ендогенні мінерали, що зустрічаються у вигляді домішок в рудах гідротермальних родовищ. Багато сульфосолей мають промислове значення; сульфосолі срібла — важливі компоненти срібних руд, сульфобісмутити — бісмутових руд.

## Етимологія та історія
Цей термін був введений у 19 столітті за аналогією з оксисолями. Комплексні аніони, наприклад, арсенатів, фосфатів або силікатів, можна чітко ідентифікувати як незалежні будівельні блоки в загальній структурі на основі міцності зв'язків. Усередині оксидних аніонних комплексів виникають міцні зв'язки з високим ковалентним вмістом, тоді як зв'язки з іншими катіонами значно слабші та мають переважно йонний характер. Введення терміну «сульфосіль» було пов'язане з ідеєю, що подібні умови переважають і в солях сульфонових кислот. Однак пізніші дослідження не завжди могли це підтвердити. Зв'язки в сульфосолях є складнішими з чітким металевим характером, а міцність зв'язків між катіонами та йонами сірки аніонних комплексів не завжди слабша, ніж, наприклад, у складі групи AsS3.

## Утворення та локації
Сульфосолі поширені в гідротермальних родовищах, де вони осідають як за низьких та середніх температур (сульфоантимоніти, сульфоарсеніти), так і за вищих температур (сульфобісмутити). Вони також зустрічаються як продукти виділення підводних вулканів, чорних курців та білих курців.

## Використання
Сульфосолі — це сировина для видобутку рідкісних металів, таких як Ag, Au, Tl, Te. Наразі деякі сульфосолі викликають значний інтерес з боку промисловості завдяки своїм напівпровідниковим властивостям. Синтетичні сульфосолі (Snx(Sb,Bi)y(S,Se)z, CuInSe2) можуть бути використані для виробництва сонячних елементів. Використання цих матеріалів обіцяє вищу ефективність, ніж кремній, за нижчих виробничих витрат. Ще однією сферою застосування є виробництво детекторів рентгенівського випромінювання.

## Інтернет-ресурси
- US 0
- Neue Methoden der Stromgewinnung. Vorstellung einer Forschungseinrichtung an der Uni Salzburg
- Solarzellen — Von der Grundlagenforschung zum Produkt